# Louis Barthou
Jean Louis Barthou (Oloron-Sainte-Marie, 25 agosto 1862 – Marsiglia, 9 ottobre 1934) è stato un politico francese, Primo Ministro della Francia dal 22 marzo al 9 dicembre 1913. Fu ucciso a Marsiglia assieme al re Alessandro I di Jugoslavia il 9 ottobre 1934.

## Biografia
Avvocato, nel 1889 fu eletto deputato per i Bassi Pirenei nelle file del centro-destra; da allora intraprese una rapida e brillante carriera politica, sostenendo sempre una politica moderata. Dal 1894 Barthou ricoprì vari incarichi ministeriali, fino a diventare Primo ministro di Francia dal marzo al dicembre 1913; una riforma del suo gabinetto fu l'introduzione del servizio militare obbligatorio triennale.
Dopo aver assunto il dicastero degli Esteri nel 1917, in piena Prima Guerra mondiale, e quello della Guerra nel biennio 1921-1922, Barthou fece parte della commissione incaricata delle riparazioni di guerra tedesche, sostenendo una politica d'intransigenza verso la Germania. Nominato senatore nel 1922, divenne infine ministro degli Esteri il 22 marzo 1934: in tale veste cercò di trovare un'intesa con l'Unione Sovietica, facendola ammettere nella Società delle Nazioni, e lavorò ad un "patto dell'Est" in funzione antitedesca, allacciando rapporti con la Polonia e la Piccola Intesa.
In quest'ottica si colloca la visita di re Alessandro I di Jugoslavia in Francia il 7 ottobre 1934: Barthou, in rappresentanza del governo, lo accolse personalmente a Marsiglia, ma, appena saliti sulla vettura governativa, sia lui che il re morirono in un attentato condotto dall'indipendentista macedone Vlado Černozemski, che aprì il fuoco sul sovrano slavo, finendo poi crivellato di colpi dagli agenti di scorta. Paradossalmente furono proprio questi a uccidere il ministro francese, che spirò il 9 ottobre.
Nel 1919 era stato eletto membro dell'Académie française, e aveva pubblicato varie opere storico-letterarie: Mirabeau (1913), Lamartine orateur (1914) e Les amours d'un poète (1920).